# ホールド・アップ・ア・ライト
「ホールド・アップ・ア・ライト」("Hold Up A Light")はイギリスのテイク・ザットのシングル曲。アルバム『ザ・サーカス』に収録されており、「ザ・サーカス・ライブ」のライブアルバム『ザ・グレイテスト・デイ』のプロモーションのためにシングル曲として発売された。リードボーカルはゲイリー・バーロウとマーク・オーエン。

## 曲について
作詞はメンバーのマーク・オーウェン、ゲイリー・バーロウ、ハワード・ドナルド、ジェイソン・オレンジと、ライヴのバンドメンバーであるジェイミー・ノートンとベン・マークが担当。
2009年12月14日にイギリスでダウンロードでの発売を開始しその後テイク・ザットの公式サイトでも購入が可能となった。また、ディスク(CD)としては「サーカス・ツアー」のツアー会場でプロモーション目的で発売された。
UKエアプレイチャートで8位、シングルチャートで123位となった。これはダウンロードでの販売数のみで、CDはあくまでプロモーション用だったのでチャートには加算されない。

## ミュージックビデオ
ビデオはThe One Showで初公開された。実際にウェンブリー・スタジアムで行われたライブ映像がそのまま使われている。

## トラックリスト
1. "Hold Up A Light" - 4:28
2. "Hold Up A Light" (Live At Wembley Stadium) - 4:30

## チャート
| Chart (2009)  | Peak position |
| ------------- | ------------- |
| UK エアプレイ | 8             |
| UK シングル   | 123           |